# Тхени
Тени (англ. Theni) — город в индийском штате Тамилнад. Административный центр округа Тхени. Крупный центр текстильной промышленности. Расположен в 76 км к западу от Мадурая и в 498 км к юго-западу от Ченная. Средняя высота над уровнем моря — 290 метров. По данным всеиндийской переписи 2001 года, в городе проживало 85 424 человека.